# Danskarnas parti
Danskarnas parti (danska: Danskernes Parti) var ett danskt högerextremt parti, av många betecknat som nazistiskt. Partiets grundades 2011 av Daniel Stokholm som en utbrytning från Danmarks Nationalsocialistiske Bevægelse, DNSB, och var nazistiska Svenskarnas partis systerparti.
Enligt Expo var partiet "den samlade kraften för den splittrade danska vit makt-rörelsen" i Danmark. 24 juni 2017 meddelade partiet att Daniel Carlsen beslutat att dra sig tillbaka från politiken och att den kvarvarande ledningen då beslutat att lägga ner partiet.